# Kanonslup

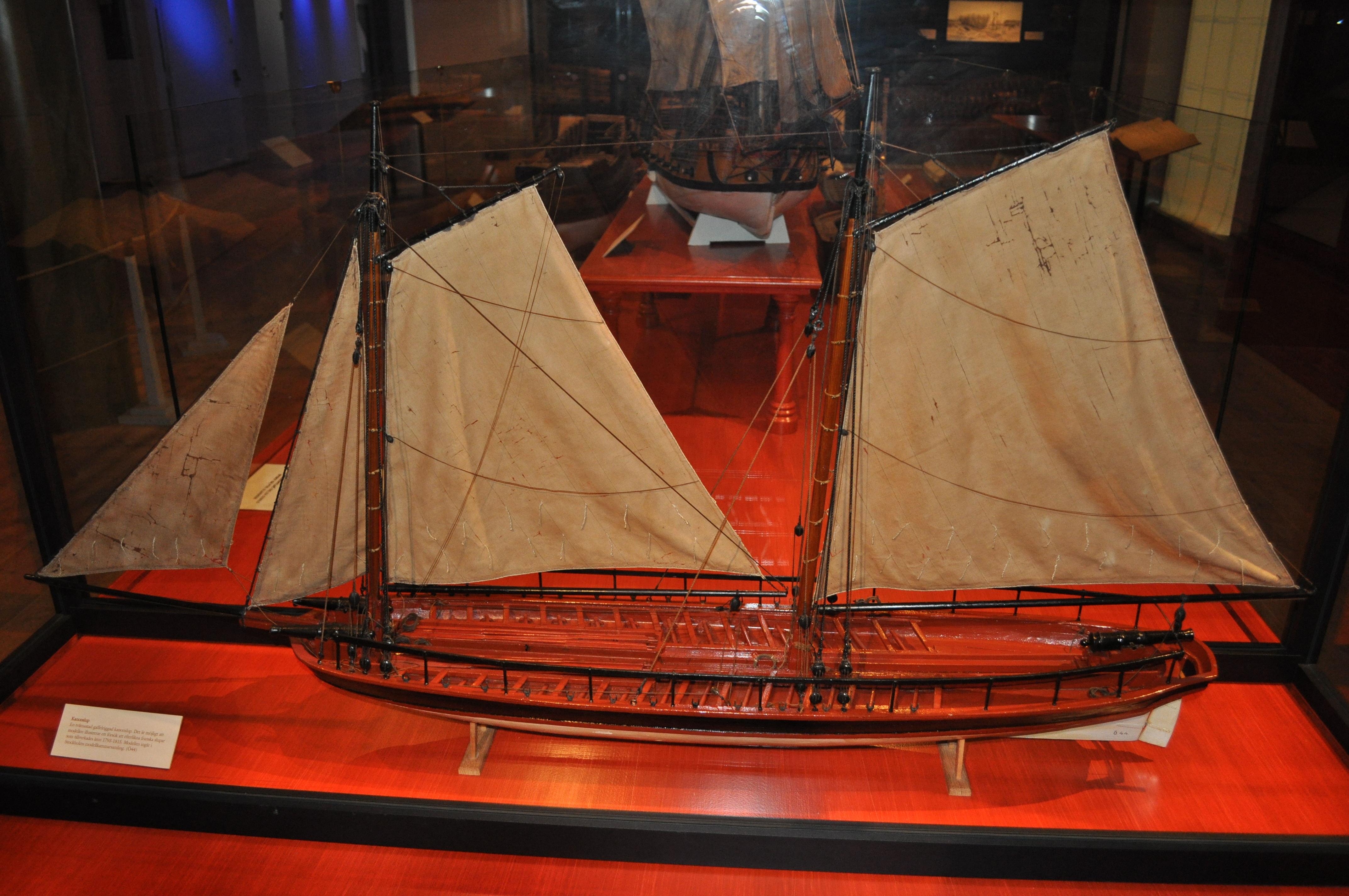
Modell av en tvåmastad gaffelriggad kanonslup som byggdes 1793-1815

Fartygsmodell av en origgad kanonslup av 1776 års typ. Den är bordlagd på spant, kravell, med inredning. Utrustad med 15 par årtullar och 10 st åror. Roder med rorkult. Fernissad med svart reling och röd relingskant. Björn Hedin / Sjöhistoriska museet, Stockholm

Kanonslup är en typ av örlogsfartyg, en from av slup, utrustat med gaffelsegel och avsett att kunna framdrivas med åror. Kanonslupar konstruerades från början för användning i den svenska skärgårdsflottan men kopierades och massproducerades även i Ryssland, Danmark och Norge.
Kanonslupar kom att spela en viktig roll under Gustav III:s ryska krig, Finska kriget och Fälttåget mot Norge, till exempel vid Slaget vid Svensksund.

## Historia
Kanonslupen konstruerades av Fredrik Henrik af Chapman år 1775 varvid han framlade två förslag. Kanonsluparna var kraftigt bestyckade i förhållande till sin storlek och antal besättning som bestod av 55 man, samt utgjorde en liten målyta från fiendens sida. Bestyckningen bestod av två 18-pundiga kanoner, senare kanonslupar erhöll även 24-pundiga kanoner. För strid på korta håll kunde det finnas upp till 4 nickhakar. Under förflyttning kunde de grövre pjäserna på vissa modeller sänkas ned i botten av fartyget för att göra det mer sjödugligt.
Kanonsluparna var lättmanövrerade samt med ett djupgående av endast 0,75 m.
Masterna var fällbara, och en del av stäven togs bort för att ge fritt skottfält för den främre pjäsen.
10 till 15 par åror gav slupen en fart om 2,5 knop och kanonerna riktades med hjälp av rodret och årorna.
De första kanonsluparna var odäckade vilket gav dåligt skydd för väder och vind men under 1800-talet förekommer även däckade varianter.
Utrymmen för besättningen fanns ej ombord, de var hänvisade till tältförläggning i land.